# Edmund Tylecote
Edward Ferdinando Sutton Tylecote (bekannt als Edmund Tylecote; * 23. Juni 1849 in Marston Moretaine, Vereinigtes Königreich; † 15. März 1938 in Hunstanton, Vereinigtes Königreich) war ein englischer Cricketspieler, der zwischen 1882 und 1886 für die englische Nationalmannschaft spielte.

## Kindheit und Ausbildung
Tylecote hatte zwei Brüder, die ebenfalls cricket spielten. Er besuchte das Clifton College und war dort für fünf Jahre im Cricket-Team. Im letzten Jahr 1868 war er Kapitän der Mannschaft. Auch erzielte er in dem Sommer einen Rekord von 404* Runs. Daraufhin ging er nach Oxford und konnte sich dort gleich etablieren, so dass er auch dort zum Kapitän aufstieg.

## Aktive Karriere
Tylecote gab sein First-Class-Debüt in der Saison 1869 und spielte in der Folge für Kent. In der Saison 1882/83 reiste er unter Kapitän Ivo Bligh nach Australien. Im entscheidenden dritten Test gelangen ihm ein Fifty über 66 Runs. Als Australien in der Saison 1886 nach Australien kam, absolvierte er noch einmal zwei Tests der Tour, konnte jedoch als Batter nicht herausragen. Er half jedoch als Wicket-Keeper zwei Innings-Siege zu sichern. Dies war auch seine letzte First-Class-Saison.

## Nach der aktiven Karriere
Tylecote war Mathematik-Tutor an der Royal Military Academy.